# 윱 랑어
윱 랑어(네덜란드어: Joep Lange, 네덜란드어 발음: [tɕup ˈlɑŋə])로도 불린 요서프 마리 알버르트 랑어(네덜란드어: Joseph Marie Albert Lange, 네덜란드어 발음: [ˈjoːsəf maːˈri ˈɑlbərt ˈlɑŋə], 1954년 9월 25일~2014년 7월 17일)는 네덜란드의 의사이다.
후천면역결핍증후군을 전문적으로 연구했으며 2002년부터 2004년까지 국제 에이즈 학회의 회장을 역임했고 팜액세스 파운데이션을 설립한 후 사망할 때까지 회장을 역임했다. 2014년 7월 17일 우크라이나에서 발생한 말레이시아 항공 17편 격추 사건으로 사망하였다.